# Shelley-veréb
A Shelley-veréb (Passer shelleyi) a madarak osztályának verébalakúak (Passeriformes)  rendjébe és a verébfélék (Passeridae) családjába tartozó faj.

## Rendszerezése
A fajt Richard Bowdler Sharpe angol zoológus írta le 1891-ban. Sorolták a nagy veréb (Passer motitensis) alfajaként Passer motitensis shelleyi néven is. Nevét George Ernest Shelley angol ornitológusról kapta.

## Előfordulása
Kelet-Afrikában, Dél-Szudán, Etiópia, Kenya, Szomália, Szudán és Uganda területén honos.
Természetes élőhelyei a szubtrópusi vagy trópusi füves puszták, szavannák és cserjések, valamint szántóföldek. Állandó, nem vonuló faj.

## Megjelenése
Testhossza 15 centiméter.

## Természetvédelmi helyzete
Az elterjedési területe nagyon nagy, egyedszáma pedig stabil. A Természetvédelmi Világszövetség Vörös listáján nem fenyegetett fajként szerepel.